# Carl Voet
Carl Voet (1957) is een Belgisch redacteur,  journalist en auteur.

## Levensloop
Voet studeerde Germaanse filologie.
Vervolgens gaf hij enkele jaren les alvorens in 1988 aan de slag te gaan bij de BRT-radiodienst, zes jaar later maakte hij de overstap naar televisie. Hij was onder meer eindredacteur van Het Journaal, Terzake, Panorama en Volt.
In januari 2012 werd hij hoofdredacteur van de tv-duiding van de VRT Nieuwsdienst. Een functie die hij uitoefende tot augustus 2016. Hij werd in deze hoedanigheid opgevolgd door Steven Samyn.